# Toomas Susi

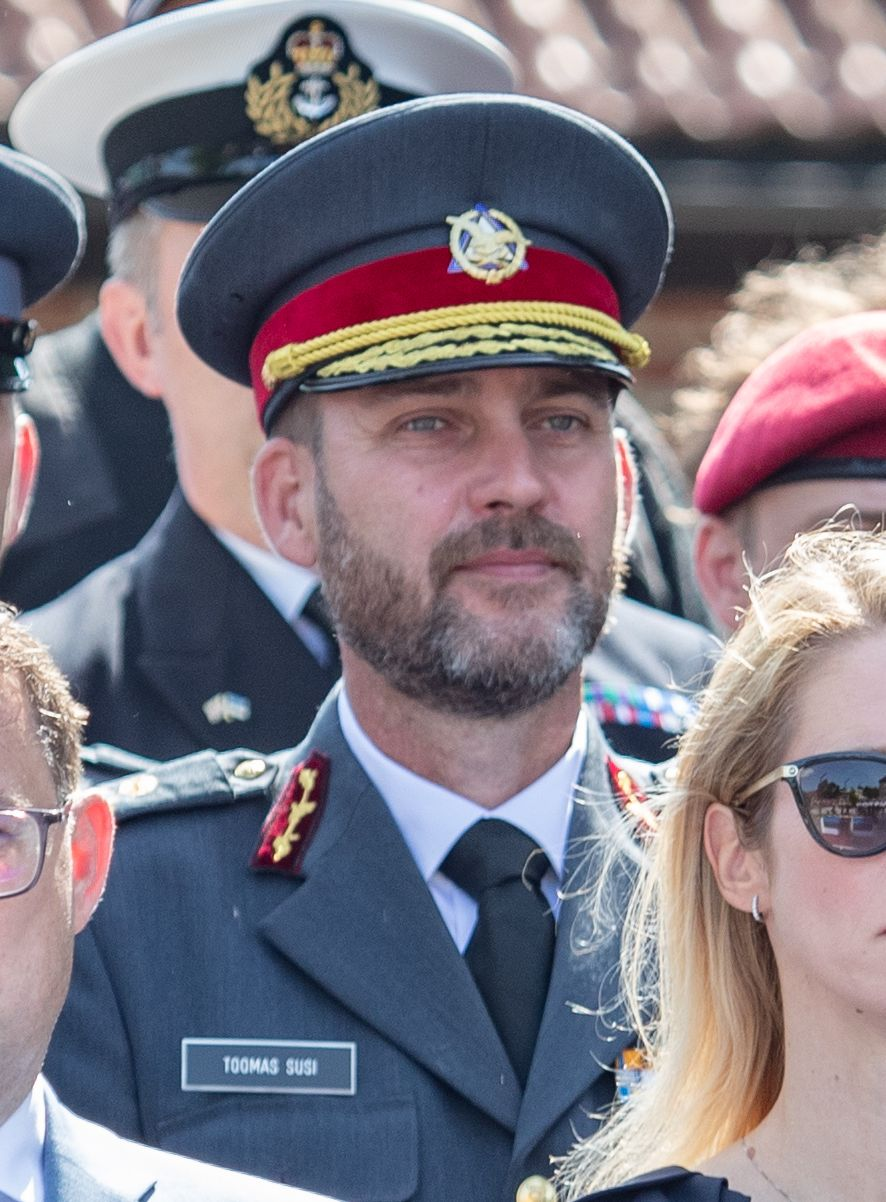
Toomas Susi (2023)

Toomas Susi (* 16. November 1975) ist ein estnischer Brigadegeneral. Von 2022 bis 2025 war er Befehlshaber der estnischen Luftstreitkräfte.

## Leben
Toomas Susi wurde 1975 in der damaligen Estnischen SSR geboren.

### Militärische Laufbahn
Er dient seit 1994 bei den estnischen Luftstreitkräften. Im Juli 2022 wurde er zu deren Befehlshaber ernannt. Zuvor hatte er seit 2017 als Befehlshaber des Unterstützungskommandos (Toetuse Väejuhatus) gedient. Im Februar 2023 wurde er, im Rahmen der alljährlichen Beförderungen zum Jahrestag der Gründung der estnischen Republik, zum Brigadegeneral befördert. Am 18. Juni 2025  übergab er den Oberbefehl über die Luftstreitkräfte an Riivo Valge und wurde als Militärattaché in den Vereinigten Staaten tätig.